# Kedungsari (Singorojo)
Kedungsari is een bestuurslaag in het regentschap Kendal van de provincie Midden-Java, Indonesië. Kedungsari telt 2931 inwoners (volkstelling 2010).